# Violences sexuelles et sexistes dans la musique française
Pour un article plus général, voir Mouvement #MeToo en France.
Les violences sexuelles et sexistes dans la musique française concernent les violences sexuelles et sexistes commises au sein de l'industrie musicale en France.

## Historique
À la suite des accusations de viols et agressions sexuelles à l'encontre du rappeur Retro X, des salariés de Because Music publient une lettre pour « mettre fin à l'omertà ». Une enquête interne est alors engagée. Après la remise du rapport de celle-ci, les salariés estime qu'il « confirme une ambiance sexualisée dans les sociétés Because Music et Because Editions, marquée par des paroles inacceptables et relevant de l'humiliation et du sexisme jusqu'au racisme et à l'homophobie ». Des sanctions sont prises à l'encontre de deux personnes et les contrats avec les artistes prévoit dorénavant des clauses contre les violences sexistes et sexuelles ,.
En 2020, une étude effectuée par les sociologues Marie Buscatto et Ionela Roharik et la chanteuse lyrique Soline Helbert (pseudonyme) sur les agissements sexistes et sexuels au sein de la musique classique est publiée. Selon celle-ci 75 % des personnes signalent des abus « récurrents », seules 18 % affirment les avoir dénoncés au sein de leur structure et seulement 6 % auprès d’une autorité extérieure. En 2024, les autrices de l'enquète mentionnent que depuis 2020, le recours à des coordinatrices et des coordinateurs d’intimité s’est développé sur les productions d’opéra, avec pour objectif de prévenir les agressions lors de scènes intimes,.
Le Centre national de la musique (CNM) adopte, en 2021, un nouveau protocole qui pour « Former les directions et les équipes d'encadrement sur le sujet des violences sexuelles et sexistes, faire de l'information sur la prévention des risques dans leur entreprise, mettre en place un dispositif interne de signalement et de traitement des signalements ». Les entreprises qui demandent des 
aides du CNM doivent s'y soumettre pour les obtenir.
En 2021, la chanteuse Pomme profite de son prix artiste féminine de l'année aux Victoires de la musique, pour interpeller le monde musical sur les violences sexistes et sexuelles. Karine Huet, secrétaire générale adjointe du Syndicat national des artistes musiciens et musiciennes, se félicite de cette parole mais note : « la précarité des métiers de musiciennes n'aident pas à avoir une parole, par exemple il n'y a seulement que 10% de femmes dans le milieu du jazz. ».

## Affaires médiatisées
Le hashtag #BalanceTonRappeur, implique nombre de rappeurs, notamment Moha La Squale, Roméo Elvis, Retro x et Jorrdee,,. Ainsi, Moha La Squale, après avoir fui à l'étranger,  est incarcéré. En juillet 2024, il est condamné à quatre ans de prison, trois ans ferme et un an avec sursis, pour des violences conjugales, séquestrations et menaces de mort envers six ex-compagnes.
Le festival Hellfest est régulièrement critiqué pour les violences sexistes et sexuelles qui l'entourent et sa légèreté dans leur traitement,.
Le 26 septembre 2023, le violoncelliste et enseignant Jérôme Pernoo est reconnu coupable par le Tribunal de Paris d’agression sexuelle sur mineur. Il est condamné à un an de prison avec sursis, une amende, dix ans d’interdiction d’enseigner et il est désormais fiché sur le registre des délinquants sexuels.
François-Xavier Roth se met en retrait de toutes ses fonctions, en mai 2024, à la suite d'allégations d'envois de messages à caractère sexuel non sollicités.
En juin 2024, le producteur Bruno Letort est démis de ses fonctions de direction d'Ars Musica, à la suite des faits rapportés à l’encontre de Letort tel que du harcèlement, de l'abus de pouvoir et des violences sexistes,. Les avocates de Bruno Letort dénoncent les qualificatifs utilisés par le cabinet Linard qui évoque des faits de "harcèlement, d'abus de pouvoir et de violences sexistes et sexuelles". "Ces accusations sont graves. Le rapport de l'Institut ne parle nulle part de violences sexistes ou sexuelles ! Qui plus est, c'est à la justice de décider si les éléments exposés dans les sept témoignages sont établis et peuvent être définis comme l'Institut le prétend. Il n'y a ni plainte au pénal, ni enquête menée par des autorités judiciaires ».
Le chef de chœur Jean Tubéry est condamné, en juin 2024, à six mois de prison avec sursis,  pour des « propos à connotation sexuelle imposés de manière répétée » dans le cadre d’une position d’autorité. À la suite de cette condamnation, la fédération des ensembles vocaux et instrumentaux spécialisés (FEVIS) exclut l'Ensemble La Fenice dirigée par Jean Tubéry. La FEVIS entend ainsi affirmer un « engagement absolu en faveur des victimes, pour que cessent les comportements violents »,.